# Навацо (Бреша)
Навацо је насеље у Италији у округу Бреша, региону Ломбардија.
Према процени из 2011. у насељу је живело 190 становника. Насеље се налази на надморској висини од 482 м.